# Ardisia squamulosa
Ardisia squamulosa é uma espécie de planta da família Myrsinaceae. É endêmica das Filipinas.